# Record News Imperatriz (canal 21)
Record News Imperatriz foi uma emissora de televisão brasileira sediada em Imperatriz, no estado do Maranhão. Operava no canal 21 UHF e era afiliada à Record News.

## História
A emissora surgiu em 1995 como TV Tocantins, por iniciativa da Faculdade de Imperatriz (FACIMP).   afiliada à CNT.em 2014 Chegou a ser afiliada ao Esporte Interativo. Em 17 de janeiro de 2017, deixou a CNT , tornou-se afiliada à Record News, mudando de nome pra Record News Imperatriz.
No entanto, em 17 de dezembro de 2018, a emissora saiu do ar depois que se encerrou o prazo para que todas as emissoras de TV de Imperatriz e arredores encerrassem as transmissões analógicas e operassem apenas no sinal digital. A Record News só voltou a ter sinal na região apenas em 14 de outubro de 2019, quando a TV Imperatriz afiliou-se com a rede.